# Yantra Cove
Die Yantra Cove (englisch; bulgarisch залив Янтра saliw Jantra) ist eine 750 m breite und 400 m lange Bucht an der südöstlichen Küste der Livingston-Insel im Archipel der Südlichen Shetlandinseln. Auf der Burgas-Halbinsel liegt sie östlich des Asen Peak und südöstlich des Delchev Peak.
Die bulgarische Kommission für Antarktische Geographische Namen benannte sie 2004 nach der Jantra, einem Fluss in Bulgarien.